# چوشینگورا
چوشینگورا (忠臣蔵) به معنی گنجینهٔ ملازمان وفادار، داستانی در ادبیات، تئاتر و فیلم در ارتباط با حادثه تاریخی چهل و هفت رونین و مأموریت آن‌ها برای انتقام مرگ امیرشان است. این حکایت به صورت نمایش‌نامه و برنامهٔ تلویزیونی نیز تهیه شده‌است. به طوری که در طی سال‌های ۱۹۹۷–۲۰۰۷ ده گونه برنامه مختلف در مورد این حکایت ساخته شده‌است.
چوشینگورا معروف‌ترین نمایش‌نامهٔ کلاسیک ژاپنی است. چُوشینگُورا (گنجینهٔ ملازمان وفادار) در بیش از دو و نیم سده‌ای که از نخستین نمایش آن می‌گذرد همچنان مقامِ بلند خود را به عنوانِ مشهورترین و مردم پسندترین اثر در هنرهای نمایشی ژاپن حفظ کرده‌است. هنوز نیم قرنی سپری نشده، در سال ۱۷۹۴ میلادی، روایتی از آن به چینی برگردانده شده و به اجرا درآمده است. از ۱۸۸۰ میلادی ترجمه‌های این نمایش به زبان‌های اروپائی—انگلیسی، فرانسه و آلمانی—به چاپ رسیده‌اند. در ویراسته‌های متعددِ دائرةالمعارف بریتانیائی که پیش از دههٔ پنجاه میلادی به طبع رسیده‌اند تنها مقاله‌ای که به یک اثر ادبی ژاپنی تخصیص داده شده بود مقاله‌ای بود در باب چهل و هفت سامورایی بی‌سرور بود.

## مبنای تاریخی

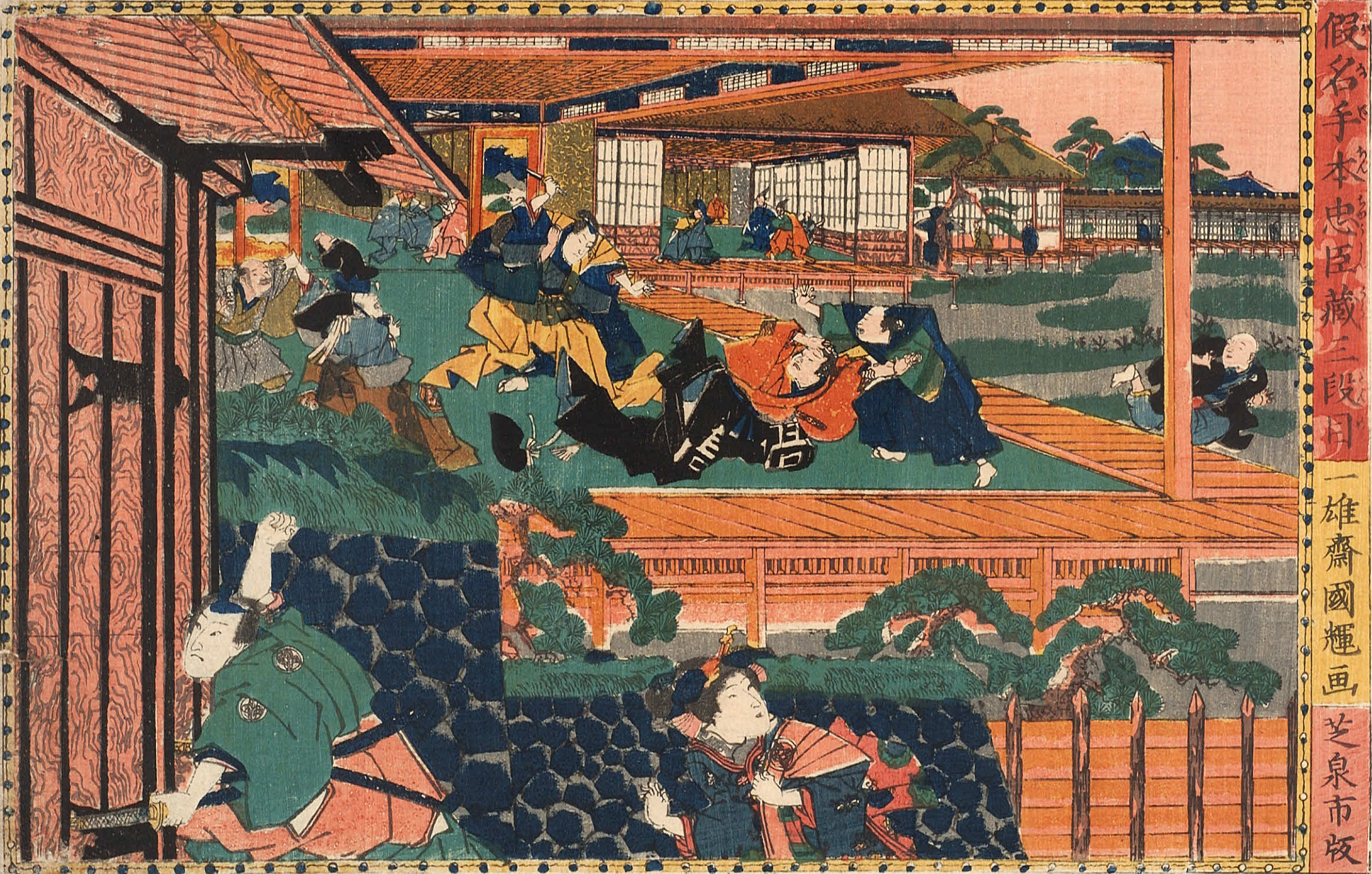
یک اوکی‌یوئه توسط اوتاگاوا کونیترو که حمله به آسانو ناگانوری را به کیرا یوشیناکا در قلعه ادو در سال ۱۷۰۱ را تصویر می‌کند، حادثه ای که فاجعه چهل و هفت رونین را به وجود آورد.

مبنای تاریخی روایت حادثه آکو در سال ۱۷۰۱ آغاز می‌شود. توکوگاوا تسونایوشی شوگون حاکم شوگون‌سالاری توکوگاوا، آسانو ناگانوری دایمیوی آکو، هیوگو را مأمور پذیرش فرستاده‌ها از دربار امپراتوری در کیوتو قرار داد. شوگون همچنین یکی از اشراف بنام کیرا یوشیناکا را به عنوان مسئول آموزش تشریفات به آسانو ناگانوری منصوب کرد. روز پذیرایی، در قلعه ادو، آسانو شمشیر کوتاه واکیزاشی را کشید و قصد کشتن کیرا را داشت. دلایل وی مشخص نیست، اما بسیاری ادعا می‌کنند که توهین وی را تحریک کرده‌است. او به ارتکاب هاراکیری محکوم شد، اما کیرا هیچ مجازاتی دریافت نکرد. شوگون‌سالاری (باکوفو) همچنین زمین‌های آسانو ناگانوری در آکو، هیوگو را نیز مصادره کرد بدین ترتیب سامورایی‌هایی که در خدمت وی بودند نیز کار خود را از دست دادند و به رونین (سامورایی بدون ارباب) تبدیل شدند.
تقریباً دو سال بعد، اوایشی یوشیئو، که یک سامورایی عالی‌رتبه در خدمت آسانو بود، یک گروه چهل و شش / چهل و هفت نفری از رونینها را رهبری کرد. آنها به عمارت کیرا در ادو وارد شدند، کیرا را دستگیر و اعدام کردند و سر او را بر روی قبر آسانو در معبد سنگاکو (واقع در توکیوی کنونی) گذاشتند. آنها سپس خود را به مقامات رسمی تحویل داده و به ارتکاب این جرم به هاراکیری محکوم شدند.
روایت‌های خیالی از رویداد انتقام چهل و هفت رونین به عنوان چوشینگورا شناخته می‌شود. این داستان در نمایش‌های متعددی از جمله در ژانرهای بونراکو و کابوکی رواج یافت. یک محقق ژاپنی اشاره کرده‌است که این داستان به عنوان بهترین مثال شناخته شده از توصیف افتخار سامورایی در بوشیدو (راه و رسم سامورایی)، و به عنوان افسانهٔ ملی این کشور است. این داستان به عنوان نشانه‌ای از صداقت، فداکاری، پایداری و عزت که مردم باید در زندگی روزمره از خود نشان دهند، در فرهنگ ژاپنی رواج یافت.